# Drei Männer im Schnee
Drei Männer im Schnee ist ein Roman von Erich Kästner aus dem Jahr 1934. Die Verwechslungskomödie mit vielen Missverständnissen basiert auf der eher düsteren Erzählung Inferno im Hotel, die Kästner im August 1927 im Berliner Tageblatt veröffentlichte.

## Handlung des Romans
Der exzentrische und gutmütige Geheimrat und Millionär Tobler will die Menschen studieren. Er beteiligt sich unter dem Namen Eduard Schulze an einem Preisausschreiben seiner eigenen Firma, der weltbekannten Putzblank-Werke. Schulze gewinnt den zweiten Preis: einen zehntägigen Aufenthalt im Grandhotel zu Bruckbeuren in den Alpen. Dorthin fährt Tobler, um zu erleben, wie die Menschen auf einen armen Schlucker reagieren. Als Begleiter nimmt er seinen langjährigen Diener Johann mit, der während des Hotelaufenthalts einen reichen Reeder zu spielen hat.
Toblers besorgte junge Tochter Hildegard bereitet das Hotel noch vor seiner Abfahrt heimlich auf den Besuch des verkleideten Millionärs und dessen Gewohnheiten vor, kommt jedoch nicht mehr dazu, den Namen zu nennen. Fälschlicherweise wird Dr. Fritz Hagedorn, ein arbeitsloser Werbefachmann, der in der Verlosung den ersten Preis gewonnen hat, für den reichen Mann gehalten und entsprechend verwöhnt. Tobler hingegen wird in eine kleine Dachkammer ohne Heizung gesteckt, vom Personal schikaniert und zu Gelegenheitsarbeiten herangezogen. Schon am ersten Tag schließt er Freundschaft mit Hagedorn, obwohl das entsetzte Personal jegliches Gespräch zwischen den beiden zu verhindern versucht. Hildegard ist von Johann über die Verwechslung und ihre Folgen informiert. Sie hält es zuhause nicht mehr aus und erscheint in Begleitung von Toblers Hausdame, Frau Kunkel, die sie als ihre Tante Julchen ausgibt, im Hotel, um nach ihrem Vater zu sehen. Fritz verliebt sich in Hildegard „Schulze“ und die beiden schmieden heimlich Hochzeitspläne. (Hildegard hatte Fritz gesagt, dass sie mit Nachnamen genauso heißt wie sein Freund Eduard.)
Nach einigen Tagen wird Tobler auf Druck der übrigen Gäste aus dem Hotel geekelt und kehrt mit seiner Tochter, Johann und Frau Kunkel nach Berlin zurück. Die Abreise erfolgt so überstürzt, dass Hagedorn nicht mehr informiert werden kann. Zuvor klärt Hildegard aber noch den Hoteldirektor über die Verwechslung auf, der fast einen Nervenzusammenbruch erleidet.
Der verzweifelte und nichtsahnende Hagedorn kehrt ebenfalls zurück und sucht in Berlin vergeblich nach Hildegard, von der er annehmen muss, dass sie Schulze heißt. Sodann werden er und seine Mutter von Tobler in dessen Anwesen eingeladen; dieser gesteht seine wahre Identität, was jedoch die Freundschaft nicht beendet. Auch Hildegard gibt sich als Toblers Tochter zu erkennen. Im Laufe des Festessens wird Tobler telefonisch mitgeteilt, dass ihm das Grandhotel – er beabsichtigte, es zu kaufen, um anschließend Portier und Direktor zu entlassen – bereits gehört.

## Das lebenslängliche Kindvon Robert Neuner
Die 1934 uraufgeführte Komödie in vier Akten Das lebenslängliche Kind von Robert Neuner ist eine offensichtliche Bühnenbearbeitung des gleichen Stoffes. Abgesehen von den Namen der handelnden Personen (hier z. B. bereits Schlüter statt Tobler, wie auch später im Film) sind die Inhalte weitestgehend identisch. Bereits die Uraufführung am 7. September 1934 am Schauspielhaus Bremen (Regie: Fritz Saalfeld) war ein großer Erfolg.
Kästner war zu dieser Zeit von den Nationalsozialisten praktisch mit einem Publikationsverbot belegt, weshalb die Erstausgabe des Romans nicht in der DVA, Kästners bisherigem Verlag, sondern in Lizenz im Schweizer Rascher Verlag erschien. Im Vorwort wird erzählt, dass Kästner und seinem Freund Robert auf einer Bahnfahrt nach Bamberg die Geschichte des Romans von einem älteren Mitreisenden berichtet worden wäre. Als ihnen klar wurde, dass diese Geschichte sowohl Stoff für einen Roman als auch für eine Komödie sein könnte, hätten sie eine Münze geworfen, um zu entscheiden, wer den Roman und wer das Lustspiel schreiben sollte. Robert hätte verloren und das Lustspiel schreiben müssen.
Man kann hier natürlich sogleich eine Mystifikation vermuten mit dem Ziel, die Autorschaft Kästners zu verschleiern. Kästner hat jedoch stets darauf bestanden, dass die Komödie nicht ihn, sondern „Robert Neuner“ zum Autor hätte. Tatsächlich ist Robert Neuner ein Pseudonym, jedoch kein Pseudonym Kästners, sondern von Werner Buhre, einem Freund, den Kästner seit seiner Gymnasialzeit kannte. Buhre wiederum hat das verschiedentlich bestätigt, darunter in einem Fragebogen der amerikanischen Militärbehörde und 1961 anlässlich der Erneuerung des Copyrights in den USA. Wie groß der Anteil Kästners an der Abfassung des Stückes war und wie weit die Kooperation ging, bleibt unklar.

## Inferno im Hotel
Entgegen der oben wiedergegebenen Legende von dem Bahnreisenden, von dem Kästner und Freund Robert die Geschichte der Drei Männer im Schnee gehört haben wollen, gibt es eine kurze Erzählung Kästners mit einem ganz ähnlichen Stoff, die bereits 1927 im Berliner Tageblatt erschienen ist. Anders als die Drei Männer im Schnee ist diese Geschichte allerdings keineswegs komisch.
Held der Geschichte ist der 28-jährige Metallarbeiter Peter Sturz, der in einem Preisausschreiben einer Illustrierten einen 2-wöchigen Aufenthalt in einem Tiroler Luxushotel gewinnt. Sein Wunsch, ihm den Gegenwert des Urlaubs in bar auszuzahlen, wird von der Zeitschrift abgelehnt. So wird er von seiner Frau notdürftig mit Schlips und Vorhemden ausgestattet, hebt 30 Mark von seinen Ersparnissen ab und begibt sich auf die Reise, die für ihn zu einem Martyrium wird, da sowohl das Personal als auch die Gäste des mondänen Hotels jede Gelegenheit nutzen, ihm zu verstehen zu geben, wie wenig er in diese Umgebung passt und sich über seine Ungeschicklichkeiten lustig zu machen. Es endet in einer Katastrophe, als das Personal es ablehnt, von ihm Trinkgeld zu nehmen:

„Er suchte den Hausdiener; dieser lachte ihm ins Gesicht und meinte, von so einem nehme er nichts … Sturz lief zum Oberkellner und drückte ihm einige Scheine in die Hand. Der Oberkellner ließ die Scheine fallen und wandte sich zum Gehen. Da hielt der Arbeiter es nicht mehr aus und schlug den Menschen nieder. — Kellner und Gäste liefen herbei und knieten sich zu dem Blutenden.

Sturz drehte sich um. Man trat zurück und ließ ihn ungehindert passieren. An der Türe spie er aus und warf den Rest des Geldes in den Saal. Dann ging er zum Bahnhof und fuhr heim.

Wenige Wochen später starben der Arbeiter Sturz und seine Frau an Leuchtgasvergiftung. Es liegt nahe, zwischen jener Reise und diesem Selbstmord einen Zusammenhang zu konstatieren.“

Eine abgemilderte Fassung ohne den dramatischen Schluss, in der Sturz einfach abreist, erschien in einer anderen Zeitung unter dem Titel Der seltsame Hotelgast – Die Geschichte eines einfachen Mannes. Etwa zur Zeit des Erstdrucks soll Kästner eine zum Filmexposé umgearbeitete Fassung, in der er „keinen Stein auf dem anderen“ gelassen habe, dem Schauspieler, Regisseur, Drehbuchautor und Produzenten Reinhold Schünzel angeboten haben. Das Projekt wurde jedoch nicht realisiert, ebenso wenig eine geplante Singspielfassung.
Laut Helga Bemmann ginge der Stoff auf ein Urlaubserlebnis Kästners um 1925 zurück, wo er sich in einem Berghotel inmitten diverser Prominenz recht unwohl gefühlt habe und auch schlecht behandelt worden sei.

## Rezeption
Im Dritten Reich wurde der Roman kaum beachtet, da er nach einer ersten Anzeige im Börsenblatt nicht weiter beworben werden durfte. Im Ausland dagegen verkaufte er sich sehr gut. So berichtete der dänische Übersetzer Herbert Steinthal in einem Brief an Kästner, dass man schon das 56. Tausend verkaufe, wobei die auf Kriegspapier gedruckten Bücher immer „dicker und dicker“ würden. Weitere Ausgaben erschienen noch während der Naziherrschaft in ungarischen und niederländischen Übersetzungen sowie im angelsächsischen Sprachraum eine deutsche Ausgabe.
Der damals schon im Exil lebende Klaus Mann äußerte sich im Oktober 1934 in Das Neue Tage-Buch ablehnend und ausgesprochen polemisch:

„Wie sich das angepaßt hat! Mit welcher Fixigkeit das hinuntergleitet, ganz hinab, bis zum morastigen Schlammgrund der Ufa-Presse, wo die bettlerähnliche Gestalt ein verkleideter Geheimrat ist und der arbeitslose junge Mann das reizende und besorgte Millionärstöchterlein kriegt — denn mir ahnt doch so was. Wie das im Kotigen plätschert und zahlreiche prachtvolle Witze aus der Tiefe seines sittlichen Absturzes ruft! Ach, da sind wir immer aufs neue überrascht — wenngleich kaum unterhalten. Das war doch einmal ein Schriftsteller. Eine Zeitlang überlegte er sogar, ob er es nicht lieber bleiben wollte. Er dachte daran, in die Emigration zu gehen. Aber inzwischen hat er mit all seinen schlagfertigen Reden dahin gefunden, wohin er also gehört.“

Mann konnte zu diesem Zeitpunkt das Buch noch nicht gelesen haben, da dieses erst im Dezember 1934 erschien, nur die erwähnte ziemlich geschwätzige Anzeige der DVA war im Oktober im Börsenblatt gestanden.

## Filme
Es gibt mehrere Filme, die auf dem Roman von Erich Kästner basieren, u. a.:
- Un Oiseau rare

(Frankreich, 1935)
Regie: Richard Pottier nach einem Drehbuch von Jacques Prévert
Mit: Max Dearly, Pierre Brasseur, Monique Rolland
- Stackars miljonärer

(Schweden, 1936)
Regie: Tancred Ibsen und Ragnar Arvedson
Mit: Anna Olin, Adolf Jahr, Ernst Eklund
- Tři muži ve sněhu

(ČSR, 1936)
Regie: Vladimír Slavinský
Mit:  Hugo Haas, Jindřich Plachta, Vladimír Borský, Věra Ferbasová
- Drei Männer im Paradies (Paradise for Three)

(USA, 1938)
Regie: Edward Buzzell
Länge: ca. 75 Min.
Mit: Robert Young, Frank Morgan, Reginald Owen, Edna May Oliver, Sig Ruman, Mary Astor
- Drei Männer im Schnee

(Österreich, 1955)
Regie: Kurt Hoffmann
Länge: ca. 90 Min.
Mit: Paul Dahlke, Günther Lüders, Claus Biederstaedt, Margarete Haagen, Nicole Heesters
- Drei Männer im Schnee

(BR Deutschland 1974)
Regie: Alfred Vohrer
Länge: 92 Min.
Mit: Klaus Schwarzkopf, Grit Böttcher, Lina Carstens, Elisabeth Volkmann, Gisela Uhlen, Thomas Fritsch, Ingrid Steeger
Anmerkung:
Die Figuren im Film entsprechen denen im Buch, jedoch sind die Namen teilweise geändert. So heißt z. B. Tobler im Film von 1955 Schlüter.

## Hörspiele
- Drei Männer im Schnee

Bayerischer Rundfunk 1950
Regie: Heinz-Günter Stamm
Länge: 74'30 Minuten
Mit Fritz Benscher, Trude Hesterberg, Bruni Löbel, Ulrich Beiger
- Drei Männer im Schnee

NWDR Hannover: 1954
Regie: Heinrich Koch
Länge:55'00 Minuten
Mit Kurt Ehrhardt, Marilene von Bethmann, Max Du Menil, Friedel Mumme, Jörn Anderson

## Bühnenmusik
- Der Millionär im Dachstübli

Musikalisches Lustspiel von Albert Jenny auf den Text von Erich Kästners „Drei Männer im Schnee“
für die Schulbühne bearbeitet:11 Nummern (Lieder, Duette, Chöre, Orchesterstücke) (1940)
Uraufführung: Stans (Kollegium St. Fidelis), Februar 1940
- Drei Männer im Schnee

Operette von Thomas Pigor (Libretto) nach Erich Kästners Roman „Drei Männer im Schnee“
Musik: Konrad Koselleck, Christoph Israel, Benedikt Eichhorn und Thomas Pigor
Uraufführung: Staatstheater am Gärtnerplatz, München, 31. Januar 2019

## Ausgaben
- Erstausgabe: Drei Männer im Schnee. Eine Erzählung. Rascher, Zürich 1934 (Erstausgabe).
- Taschenbuch: Drei Männer im Schnee. Eine Erzählung. Ungekürzte Ausgabe, 10. Auflage. Deutscher Taschenbuch-Verlag (dtv), München 1995, ISBN 3-423-12108-4.
- Werkausgabe: Drei Männer im Schnee. In: Erich Kästner: Werke. Band 3. Hanser, 1998, S. 7–312.
- Aktuelle Ausgabe: Drei Männer im Schnee oder das lebenslängliche Kind. Sonderausgabe. Atrium-Verlag, Zürich 2004, ISBN 3-85535-958-X.
- Hörbuch: Drei Männer im Schnee – Inferno im Hotel. Gekürzte Fassung. Gelesen von Hans-Jürgen Schatz und Gabriele Blum. Atrium, Zürich 2014.

Inferno im Hotel
- Erstdruck: Berliner Tageblatt und Handels-Zeitung. 9. August 1927, Abendausgabe, S. 2–3 (Digitalisat der Staatsbibliothek zu Berlin).
- Nachdruck: Die Welt. Die literarische Welt (Beilage), 21. August 2010 (welt.de).
- Werkausgabe:
- Aktuelle Ausgabe in: Erich Kästner: Der Herr aus Glas. Oetinger, 2015, ISBN 978-3-85535-411-5, S. 98–103.